# Iekaterina Krivets
Iekaterina Iourievna Krivets (en russe : Екатерина Юрьевна Кривец) est une ancienne joueuse de volley-ball russe d'origine ukrainienne née le 14 novembre 1984 à Kharkiv. Elle mesure 1,92 m et jouait au poste de centrale. Elle a mis un terme à sa carrière de volleyeuse professionnelle en 2017.

## Clubs
| Club                    | De        | À         |
| ----------------------- | --------- | --------- |
| Krug Cherkasy           | 2003-2004 | 2004-2005 |
| Galychanka Ternopil     | 2005-2006 | 2005-2006 |
| Universitet Belgorod    | 2006-2007 | 2009-2010 |
| Sirio Perugia           | 2010-2011 | 2010-2011 |
| Dinamo Moscou           | 2011-2012 | 2013-2014 |
| Dinamo Krasnodar        | 2014-2015 | 2015-2016 |
| PSL-F2 Logistics Manila | août 2016 | oct 2016  |

## Palmarès
- Championnat d'Ukraine
  - Vainqueur : 2005.
- Coupe de Russie
  - Vainqueur : 2008, 2011, 2013, 2014, 2015.
  - Finaliste : 2012.
- Championnat de Russie
  - Finaliste : 2012, 2013, 2014.
- Coupe de la CEV
  - Vainqueur : 2015, 2016.
- Championnat du monde des clubs
  - Finaliste : 2015.